# Johann Georg Theodor Grässe
 (mai 2023).
Johann Georg Theodor Grässe (également Johann Graesse, également Gräße ; né le 31 janvier 1814 à Grimma et mort le 27 août 1885 à Niederlößnitz) est un bibliographe saxon, chercheur en légendes et historien de la littérature.

## Biographie
Johann Georg Theodor Grässe est le fils du pédagogue allemand Johann Gottlob Grässe (de) (1769–1827). Après l'école princière de Grimma (de) (1827-1832), il étudie à partir de 1833 auprès de Johann Gottfried Jakob Hermann la philologie et la philosophie et l'archéologie à l'université de Leipzig, où il obtient son doctorat en 1834. Grässe entre ensuite à l'université de Halle et poursuit ses études littéraires.
En 1837, Grasse commence à travailler sur une histoire littéraire à grande échelle, le Lehrbuch einer allgemeinen Literätgeschichte aller bekannten Völker der Welt, qui doit inclure l'histoire de la poésie et la littérature spécialisée de toutes les disciplines scientifiques et artistiques. Après l'échec de ses intentions d'habilitation, il s'installe à Dresde, où il devient professeur de langue et littérature françaises à l'école Sainte-Croix en 1838.
Graesse présente une traduction allemande de la Gesta Romanorum en 1842, suivie d'une édition de La Légende dorée en 1843-1846.
En raison de sa connaissance des langues et de la littérature, il est nommé bibliothécaire privé du roi de Saxe Frédéric-Auguste II en 1843 jusqu'à sa mort en 1854. La même année, la Bibliotheca magica et pneumatiquea paraît, une bibliographie de publications sur la magie, les miracles et la superstition, y compris la littérature sur les sorcières et le diable.
En 1848, il est nommé inspecteur (à partir de 1877 directeur) du cabinet numismatique de Dresde.
1855 apparaît comme l'une de ses principales œuvres dans le domaine des légendes, Der Sagenschatz des Königreichs Sachsen avec environ 1000 légendes. En 1861, il est nommé directeur de la collection de porcelaine de Dresde et de 1864 jusqu'à sa retraite en 1882 en tant que directeur Hofrat de la la Voûte verte.
En 1868/1871, le Sagenbuch des Preußischen Staates est publié avec 2 206 légendes, témoignage de sources littéraires plus anciennes, dont certaines également énoncées oralement.
En 1872, Graesse publie une histoire culturelle complète de la bière intitulée « Bierstudien ».
Grässe possède le château de Wackerbarth (de) à Niederlößnitz, où il vit trois ans après avoir pris sa retraite le 27 août 1885.

## Publications (sélection)
- Gesta Romanorum. 2 Bde., Dresden 1842
- Lehrbuch einer allgemeinen Literärgeschichte aller bekannten Völker der Welt (Leipzig 1837–1860, 4 Bde. in 13 Abteilungen): ein durch die Fülle bibliographischer Nachweisungen und die Masse des zusammengetragenen Stoffes seltenes Dokument deutschen Sammlerfleißes. Einen Auszug daraus mit übersichtlicher Darstellung und berichtigender Umarbeitung gab er als Handbuch der allgemeinen Litteraturgeschichte (Dresden 1844–50, 4 Bde.) heraus.
- Bibliotheca magica (Leipzig 1843)
- Bibliotheca psychologica (Leipzig 1845)
- Legenda aurea des Jacobus de Voragine (Leipzig 1846)
- Die Sage vom Ritter Tannhäuser (Leipzig 1846; 2. Aufl. unter dem Titel: Der Tannhäuser und ewige Jude, 1861)
- Leitfaden der allgemeinen Literaturgeschichte, Leipzig 1854.
- Sagenschatz des Königreichs Sachsen (Leipzig 1855, 2. Aufl. 1874, Neuauflage herausgegeben von Joachim Jahns (de), 3 Bde., Dingsda-Verlag, Querfurt 1999,  (ISBN 3-928498-56-8),  (ISBN 3-928498-62-2) und  (ISBN 3-928498-73-8)
- Sachsens Fürsten in Bildern mit geschichtlichen Erläuterungen. Dresden 1856
- mit Peter Christen Asbjörnsen: Nord und Süd. Ein Märchen-Strauß. Dresden 1858 (Norwegische Ausgabe: Eventyr fra fremmede Lande. Christiania 1860.)
- Trésor de livres rares et précieux, Dresden 1859–1869
- Orbis latinus (de), Verzeichnis der lateinischen Benennungen der bekanntesten Städte etc. Dresden 1861, (Digitalisat).
- Märchenwelt. Verlag Moritz Schäfer. Leipzig 1865
- Sagenbuch des preußischen Staats. 2 Bde., Dresden 1866–1871.
  - Band 1
  - Band 2 (Digitalisat)
- Bierstudien. Ernst und Scherz. Geschichte des Bieres und seiner Verbreitung über den Erdball. Bierstatistik. Bieraberglauben. Bierfeste. Bierorden. Bierspiele. Bierlieder aller Zeiten und Völker. Biersprichwörter. Brauergeheimnisse. Mit Illustrationen und Musikbeilagen. Dresden 1872. (Erschien auch als Reprint des Zentralantiquariats Leipzig 1981.)
- Beschreibender Katalog der königlichen Porzellansammlung. Dresden 1874
- Sachsens Fürsten aus dem Haus Wettin (das. 1875)
- Geschlechts-, Namen- und Wappensagen.des Adels deutscher Nation. Dresden 1876 (Digitalisat)
- Beschreibender Katalog des Grünen Gewölbes (5. Aufl., 1881)